# The MathWorks
MathWorks est un éditeur de logiciels américain, spécialisé dans les logiciels de calcul mathématiques. The MathWorks est connu pour être l'auteur de MATLAB et Simulink. En 2007, MathWorks a acquis l'entreprise PolySpace auteur du logiciel du même nom.